# Бехар (Хамадан)
Беха́р (перс. بهار‎, азерб. Bahar) — город на западе Ирана, в провинции Хамадан. Административный центр шахрестана  Бехар. Шестой по численности населения город провинции.

## География
Город находится в центральной части Хамадана, в горной местности, на высоте 1 735 метров над уровнем моря.
Бехар расположен на расстоянии приблизительно 10 километров к северо-западу от Хамадана, административного центра провинции и на расстоянии 270 километров к юго-западу от Тегерана, столицы страны.

## Население
По данным переписи, на 2006 год население составляло 27 271 человек; в национальном составе преобладают азербайджанцы, в конфессиональном — мусульмане-шииты.
| 1986   | 1991   | 1996   | 2006   | 2012   |
| ------ | ------ | ------ | ------ | ------ |
| 21 678 | 24 433 | 25 865 | 27 271 | 27 896 |